# Шалль, Морис
Морис Проспер Феликс Шалль (фр. Maurice Prosper Félix Challe; 5 сентября 1905 — 18 января 1979) — французский генерал, командующий войсками в Алжире, один из четырёх генералов участников путча 1961 года.

## Биография
Поступил в училище Сен-Сир в 1923 году, окончил его в 1925, получив звание младшего лейтенанта. Затем  поступил в Школу практической аэронавтики (l’École d'Application de l'Aéronautique), где прошел подготовку в качестве пилота. В 1932 году получил звание капитана. В 1937 году поступил в Высшую авиационную школу и в июле 1939 года завершил обучение в качестве авиационного штабного офицера.
В 1940 году участвовал в воздушных боях на севере Франции и был произведен в офицеры ордена Почётного легиона. В ноябре 1942 года, после оккупации южной территории Франции, находившейся под контролем правительства Виши, присоединился к Движению Сопротивления. После высадки союзных войск в Нормандии и освобождения Франции стал инспектором 2-й бомбардировочной авиабригады.
В 1947 году был переведён в Генеральный штаб ВВС. В 1949 году получил звание бригадного генерала авиации и командование ВВС в марокканского протектората. В 1953 году был назначен директором Высшей школы военной авиации. Получив звание дивизионного генерала авиации, в 1955 году стал начальником штаба французских ВВС.
12 декабря был назначен новым главнокомандующим французскими войсками в Алжире, сменив генерала Рауля Салана. Под его руководством в феврале 1959 года там началось наступление, приведшее в короткие сроки к значительным успехам в борьбе с повстанцами. Согласно его планам местные войска блокировали пути вероятного отступления партизан, а высокомобильные подразделения парашютистов и Иностранного легиона прочёсывали окружённый район. Согласно французской статистике, с конца 1958 по конец 1959 года алжирский Фронт национального освобождения потерял больше людей, чем за все предыдущие 4 года войны. В его честь была названа линия электрифицированного провода, минных полей и других военных заграждений «Линия вызова Шалля». Он удвоил еще одну оборонительную линию, линию Мориса, которая укрепила границу и отделила Алжир от Марокко и Туниса.
В апреле 1960 года был отозван на материковую Францию, и занял пост главнокомандующего объединенными силами НАТО в Центральной Европе (CINCENT). 25 января 1961 года ушёл в добровольную отставку, вызванную активным неодобрением политики Шарля де Голля в отношении самоопределения Алжира.
Стал одним из руководителей вооружённого антиправительственного мятежа в апреле 1961 года, наряду с генералами Раулем Саланом, Эдмоном Жуо и Андре Зеллером. Для непосредственного участия в действиях 20 апреля 1961 года прилетел в Алжир в сопровождении нескольких поддерживавших его высокопоставленных старших офицеров и генералов. В своём выступлении по радио критиковал «предательство и ложь» правительства по отношению к доверившимся ему алжирцам и заявил, что «командование оставляет за собой право распространить свои действия на метрополию и восстановить конституционный и республиканский порядок, серьезно скомпрометированный правительством, незаконность которого очевидна в глазах нации». В то же время отказался раздать оружие гражданским активистам, как это предлагал генерал Р. Салан. Выступление французских частей, расквартированных в Алжире, не было достаточно продумано и скоординировано, а взявший на себя всю полноту власти генерал де Голль действовал решительно, в результате чего мятеж был подавлен за несколько дней.
Высший военный трибунал 31 мая 1961 года приговорил сдавшихся генералов Мориса Шалле и Андре Зеллера к 15 годам тюремного заключения. Содержался в парижской тюрьме Ла Санте, в Тюле и Клерво. Был освобождены в декабре 1966 года и амнистирован президентом де Голлем. Посмертно восстановлен в воинском звании правительством Пьера Моруа в ноябре 1982 года.
Автор воспоминаний Notre Révolte (Наш бунт).
Умер 18 января 1979 года. Похоронен в Сент-Мари-де-ла-Мер (Прованс — Альпы — Лазурный Берег, департамент Буш-дю-Рон, округ Арль).